# Dasyatis parvonigra
Dasyatis parvonigra (лат.) — малоизученный вид рода хвостоколов из семейства хвостоко́ловых отряда хвостоколообразных надотряда скатов. Они обитают в тропических водах восточной части Индийского и центрально-западной части Тихого океана. Встречаются на глубине до 183 м. Максимальная зарегистрированная ширина диска 51 см. Грудные плавники этих скатов срастаются с головой, образуя ромбовидный диск, ширина которого слегка превышает длину. Рыло немного вытянутое и заострённое. Хвост длиннее диска. Позади шипа на хвостовом стебле расположены вентральный и дорсальный кожные кили. Вдоль позвоночника по диску пролегает ряд копьевидных колючек. Окраска дорсальной поверхности диска ровного коричневого цвета. Подобно прочим хвостоколообразным Dasyatis parvonigra размножаются яйцеживорождением. Эмбрионы развиваются в утробе матери, питаясь желтком и гистотрофом. Не являются объектом целевого промысла. В качестве прилова попадаются при донном тралении. 

## Таксономия и филогенез
Впервые Dasyatis parvonigra был научно описан в 2008 году. Голотип представляет собой взрослого самца с диском шириной 38,4 см, пойманного у побережья Западной Австралии на глубине 178—183 м (19°06′ ю. ш. 117°09′ в. д.). Паратипы: взрослый самец с диском шириной 36,9 см, пойманный у островов Монтебелло на глубине 167—180 м, взрослый самец с диском шириной 36,8 см, пойманный у Порт-Хедленда на глубине 124 м и взрослый самец с диском шириной 34,7 см.
Видовой эпитет происходит от лат. parvus  — «маленький» и nigra  — «чёрный» и связано с тем, что этот вид похож на более крупных Dasyatis thetidis. Наиболее близкородственным видом Dasyatis parvonigra является Dasyatis longa, входящий в малоизученный комплекс видов, членом которого также является дальневосточный хвостокол.

## Ареал и места обитания
Dasyatis parvonigra обитают у северо-западного побережья Австралии (к северу от Порт-Хедленда), Индонезии, включая Бали, Сабах и Борнео, и Малайзии. По некоторым данным они попадаются в водах Западного Папуа[уточнить] и Филиппин, что значительно расширяет их ареал. Эти скаты встречаются на внешней части континентального шельфа на глубине от 125 до 185 м. На островном шельфе Индонезии они держатся на меньшей глубине — от 60 до 125 м. Подобно большинству хвостоколов они ведут донный образ жизни.

## Описание
Грудные плавники Dasyatis parvonigra срастаются с головой, образуя ромбовидный плоский диск, ширина слегка превышает длину, с закруглёнными плавниками («крыльями»). Заострённое рыло в виде широкого треугольника. Позади крупных выступающих глаз расположены брызгальца, которые превышают их по размеру. На вентральной поверхности диска расположены пять пар S-образных жаберных щелей, рот и овальные ноздри. Между ноздрями пролегает лоскут кожи с бахромчатым нижним краем. Среднего размера рот изогнут в виде дуги, на дне ротовой полости присутствуют четыре отростка, также имеется по крошечному отростку по углам челюстей. Зубы выстроены в шахматном порядке и образуют плоскую поверхность. Во рту имеется примерно по 43 зубных ряда на каждой челюсти. Центральные зубы оканчиваются длинными тонкими остриями. Края маленьких брюшных плавников почти прямые. У самцов имеются приплюснутые птеригоподии. 
Кнутовидный хвост в полтора раза длиннее диска. У него довольно широкое и уплощённое основание. Как и у других хвостоколов на дорсальной поверхности в центральной части хвостового стебля расположен зазубренный шип, соединённый протоками с ядовитой железой. Иногда у скатов бывает два шипа. Периодически шип обламывается и на его месте вырастает новый. Позади шипа на хвостовом стебле расположена длинная вентральная и короткая дорсальная кожные складки
От головы вдоль спины пролегает короткий ряд расположенных близко друг к другу копьевидных шипов. На каждом «плече» также имеется по одной-две мелких зерновидных колючек. Перед ядовитым шипом вдоль центральной линии хвоста также имеется ряд крупных колючек. Окраска дорсальной поверхности диска разных оттенков коричневого цвета. Края, область, покрытая колючками и хвост позади шипа светлее основного фона. Вентральная поверхность диска белая. Максимальная зарегистрированная ширина диска 51 см, а длина 1,1 м.

## Биология
Подобно прочим хвостоколообразным, Dasyatis parvonigra относится к яйцеживородящим рыбам. Эмбрионы развиваются в утробе матери, питаясь желтком и гистотрофом. Самцы достигают половой зрелости при длине ширине диска около 35 см. 

## Взаимодействие с человеком
Dasyatis parvonigra не являются объектом целевого лова. Попадаются в качестве прилова при коммерческом промысле с помощью тралов, неводов и, реже, жаберных сетей. На Борнео и в Индонезии мясо употребляют в пищу. Данных для оценки Международным союзом охраны природы статуса сохранности вида недостаточно.  